# Douanne-Daucher
Douanne-Daucher, appelée Twann-Tüscherz en allemand, est une commune suisse du canton de Berne, située dans l'arrondissement administratif de Bienne au bord du lac de Bienne.

## Histoire

Photo aérienne (1954)

La commune est née de la fusion des communes de Douanne et de Daucher-Alfermée. Cette fusion est effective depuis le 1er janvier 2010.